# بنی سور-مر
بنی سور-مر (به فرانسوی: Bény-sur-Mer) یک کمون در فرانسه است که در canton of Creully واقع شده‌است. بنی سور-مر ۶٫۶۵ کیلومتر مربع مساحت دارد ۴۳ متر بالاتر از سطح دریا واقع شده‌است.